# Friedrich Gutsch junior

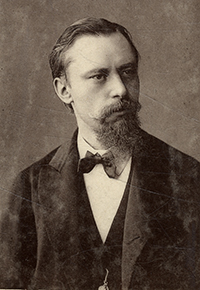
Friedrich Gutsch um 1885, Stadtarchiv Karlsruhe 8/PBS III 522.

Friedrich Gutsch (* 30. November 1838 in Karlsruhe; † 24. September 1897 ebendort) war ein deutscher Hofbuchdrucker, Mundartdichter und Verleger der Karlsruher Nachrichten.

## Leben
Gutsch wurde am 30. November 1838 als jüngster Sohn des Buchdruckers Friedrich Gutsch sen. in Karlsruhe geboren. Nach dem Besuch einer höheren Schule nahm er eine Schreinerlehre auf, musste diese jedoch wenig später aus gesundheitlichen Gründen abbrechen. Anschließend wurde Gutsch in der väterlichen Druckerei als Buchdrucker ausgebildet und hospitierte sodann im Verlag seines Onkels, dem Verleger C. R. Gutsch aus Lörrach.  Alsdann begann er zusammen mit seinem Bruder im väterlichen Verlag zu arbeiten und war als Buchdrucker tätig. 1870 gründete er die Lokalzeitung Karlsruher Nachrichten und wirkte als deren Verleger und Chefredakteur. Die Zeitung war eine Mischung aus Kommentaren zur Lokalpolitik, lokalen Nachrichten, einem Anzeigenteil sowie Berichten über das Karlsruher Alltagsleben in badischer Mundart. Populär waren die Karlsruher Nachrichten bzw. Friedrich Gutsch vor allem für die mundartliche Kommentierung der unterschiedlichsten Karlsruher Alltagsbegebenheiten, oft in lyrischer Form. 1894 musste sich Gutsch aus gesundheitlichen Gründen von der Arbeit in der Chefredaktion der Karlsruher Nachrichten zurückziehen, was gleichzeitig das Ende der Zeitung bedeutete. Friedrich Gutsch starb am 24. September 1897 mit nur 59 Jahren nach schwerem Leiden in Karlsruhe. 1897 wurde die Gutschstraße in der Karlsruher Südweststadt nach ihm benannt.

## Werke
- Aus Karlsruhe's Volksleben: Gedichte, Band 1, Karlsruhe 1876, Digitalisat.
- Aus Karlsruhe's Volksleben: Gedichte, Band 2, Karlsruhe 1889